# Bernd Mensmann
Bernd Mensmann (* 1940) ist ein ehemaliger deutscher Leichtathlet, der sich auf den Diskuswurf spezialisiert hatte.

## Leben
1951 trat Mensmann der TSG Dülmen bei.
1960 wurde er Zweiter bei den Deutschen Leichtathletik-Meisterschaften im Diskuswurf. 1961 war er Fünfter bei den Deutschen Meisterschaften und 1964 Sechster.
Mensmann wuchs in Dülmen auf und lebt dort aktuell noch.